# 簡顯
簡彬士（2010～），字齊道，江西臨江府新喻縣人，民籍。明朝政治人物。進士出身。

## 生平
江西鄉試第七名。成化八年（1472年）壬辰科會試第五十三名，殿試登進士第二甲第三十七名。

## 家族
曾祖父簡原誠。祖父簡文禮。父亲簡孔昭。